# Disperse Red 1
Disperse Red 1 ist ein Monoazofarbstoff aus der Gruppe der Dispersionsfarbstoffe, der unter anderem im Textilbereich zum Färben oder als Tätowierfarbe/Permanent Make-up  eingesetzt wird.

## Eigenschaften
Der Farbstoff ist als allergisierend bekannt. Das Bundesinstitut für Risikobewertung (BfR) hat mit der Stellungnahme Nr. 041/2012 die Empfehlung ausgesprochen, Disperse Red 1 nicht mehr zu verwenden.

## Regulierung
Die Verwendung von Disperse Red 1 ist in Deutschland seit 1. Mai 2009 über die Tätowiermittel-Verordnung als Permanent Make-up bzw. Tätowierfarbe verboten. In der EU wurde die Verwendung ab 5. Januar 2022 auf 0,1 % (1000 mg/kg)  für ebendiese Verwendung begrenzt.

## Externe Links zu erwähnten Verbindungen
1. ↑  Externe Identifikatoren von bzw. Datenbank-Links zu Disperse Red 1-D3:  CAS-Nr.: 947601-97-0, ECHA-InfoCard: 100.213.169, PubChem: 16212082, ChemSpider: 17339980, Wikidata: Q82475124.